# Хузангай, Пётр Петрович
Педер (Пётр Петро́вич) Хузанга́й (чув. Петӗр (Пётр Петрович) Хусанкай; 22 января 1907, Сихтерма, Казанская губерния (ныне Алькеевский район Татарстана) — 4 марта 1970, Чебоксары, СССР) — чувашский советский поэт, переводчик, народный поэт Чувашской АССР (1950).

## Биография
Родился в крестьянской семье. Окончил школу второй ступени. Затем учился в Чувашском педагогическом техникуме и Восточном педагогическом институте в Казани. В 1957 году окончил Высшие литературные курсы при Союзе писателей СССР.
Работал секретарём редакции журнала «Сунтал», переводчиком и литературным консультантом, разъездным корреспондентом центральной чувашской газеты «Коммунар» (Москва). Творческую работу Педер Хузангай совмещал с большой общественной и государственной деятельностью. Он был депутатом Верховного Совета РСФСР, Верховного Совета Чувашской АССР. Работал председателем правления Союза писателей Чувашской АССР. Был членом правления Союза писателей РСФСР и СССР.
В годы Великой Отечественной войны в качестве рядового бойца и сотрудника дивизионных газет находился на фронте. Был тяжело ранен. С именем Петра Хузангая связаны рост и расцвет современной чувашской поэзии. Он обогатил литературу многочисленными произведениями, наполненными глубокими раздумьями над прошлым, настоящим и будущим родного народа.
Петру Хузангаю принадлежат переводы на чувашский язык многих произведений русских и зарубежных классиков (А. Пушкина, М. Лермонтова, М. Горького, В. Маяковского, В. Шекспира, Т. Шевченко и др.). Им переведены произведения и чувашских поэтов на русский язык, в том числе К. Иванова и М. Сеспеля.

Памятник П. П. Хузангаю в Чебоксарах, работы скульптора В. П. Нагорнова

Петр Хузангай известен и как автор литературно-критических работ, посвященных творчеству чувашских писателей. Поэтический диапазон П. Хузангая весьма широк. В его творчестве значительное место занимают стихи о России, Украине, Белоруссии, Латвии, Грузии, Болгарии, Кубе, Чехословакии, Польше.

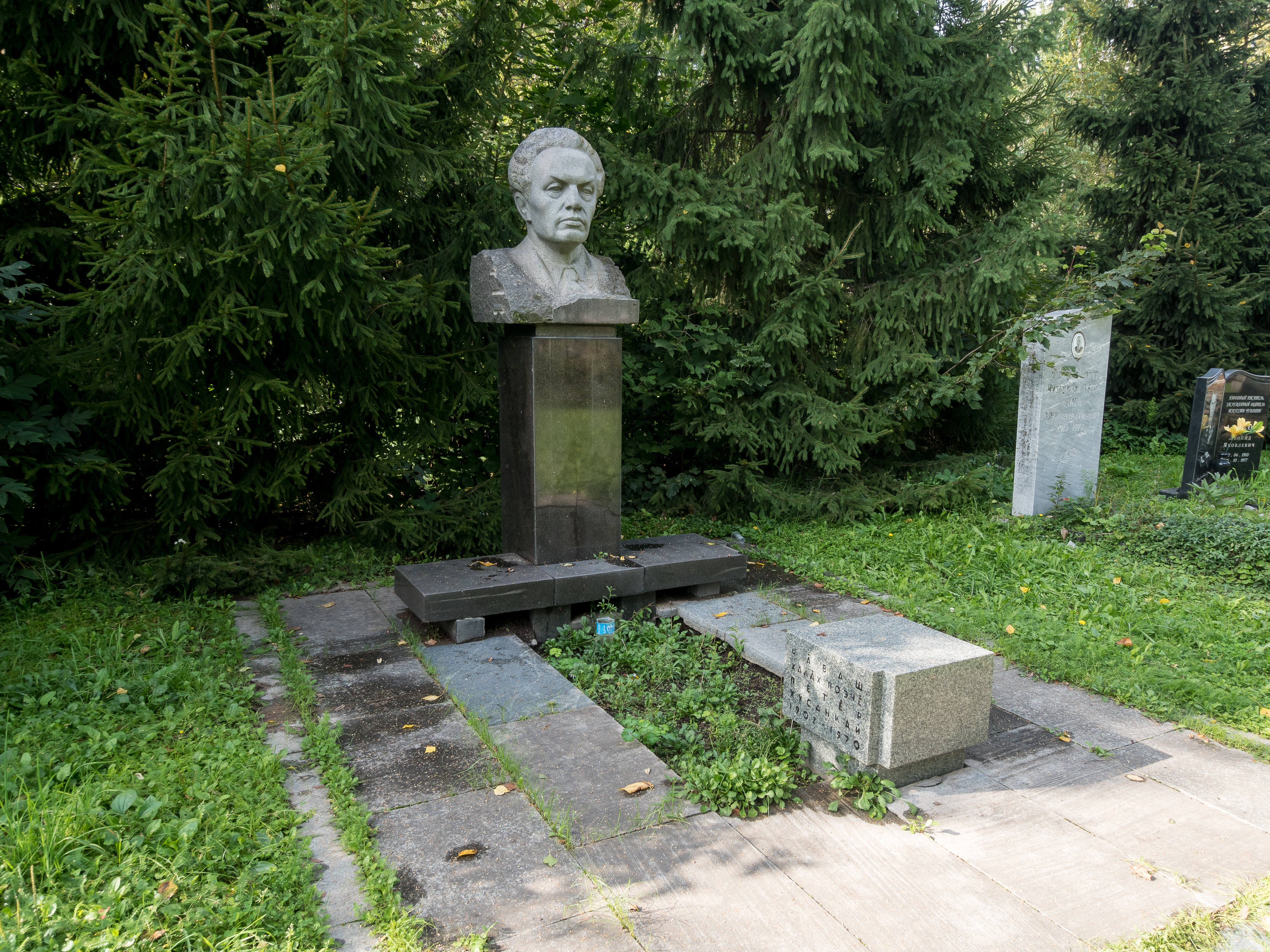
Могила П. П. Хузангая в Чебоксарах

Скончался 4 марта 1970 года на 64-м году жизни в Чебоксарах.

## Семья
- жена — Вера Кузьмина (1923—2021), актриса, народная артистка СССР (1980).
- дочь — Саламби, проживает в Санкт-Петербурге.
- сын — Атнер Хузангай (род. 1948), филолог, литературный критик, профессор Чувашского государственного университета им. И. Н. Ульянова; живёт в Чебоксарах.

## Произведения
- Поэмы П. Хузангая «Тӑван ҫӗршыв» («Родина»),
- «Таня» (о Зое Космодемьянской, 1942, в редакции после десталинизации 1956 года в связи с удалением всех упоминаний И. В. Сталина),
- Роман в стихах «Аптраман тавраш» («Род Аптрамана»).
- Цикл стихов «Песни Тилли».

## О Хузангае и его произведениях, критика
- Геннадий Хлебников-Шанар «Чувашская литературная классика и её наследники»

## Награды
- Народный поэт Чувашской АССР (1950).
- Государственная премия Чувашской АССР им. К. В. Иванова (1967),
- Премия Комсомола Чувашии имени М. Сеспеля (1969).
- Награждён орденами Трудового Красного Знамени (дважды), Красной Звезды, медалями[3].
- Занесён в Почётную Книгу Трудовой Славы и Героизма Чувашской АССР (1967).

## Память
Родное село поэта с 1981 по 2004 годы носило название Хузангаево. В 2022 году переименовано в Сиктерме. В феврале 2002 года в селе состоялось торжественное открытие музея им. П. Хузангая.
В честь П. Хузангая названы улицы в г. Чебоксары, с. Сюрбеевка (Ибресинский р-н), г. Альметьевск и с. Базарные Матаки (Татарстан).
Также есть улица имени П. Хузангая и средняя образовательная школа № 49 с углублённым изучением отдельных предметов им. П. П. Хузангая в Ленинском районе города Чебоксары.
Существует ДК им. П. П. Хузангая в г. Чебоксары, библиотеки им. П. Хузангая в Чебоксарах и Новочебоксарске.
В Чебоксарах на доме, где он жил в 1960-70 (пр. Ленина, 38), установлена мемориальная доска.
В сквере перед Чувашским государственным институтом культуры и искусств установлен бюст-памятник (2006).
У первого народного поэта из мари М. Казакова, который был лично знаком с П. Хузангаем, есть стихотворение «Памяти Петра Хузангая» (1970) в переводе на русский язык А. Казакова.